# Caliban
Caliban — немецкая металкор-группа. На сегодняшний день выпустила одиннадцать студийных альбомов и два сплит-релиза с Heaven Shall Burn.

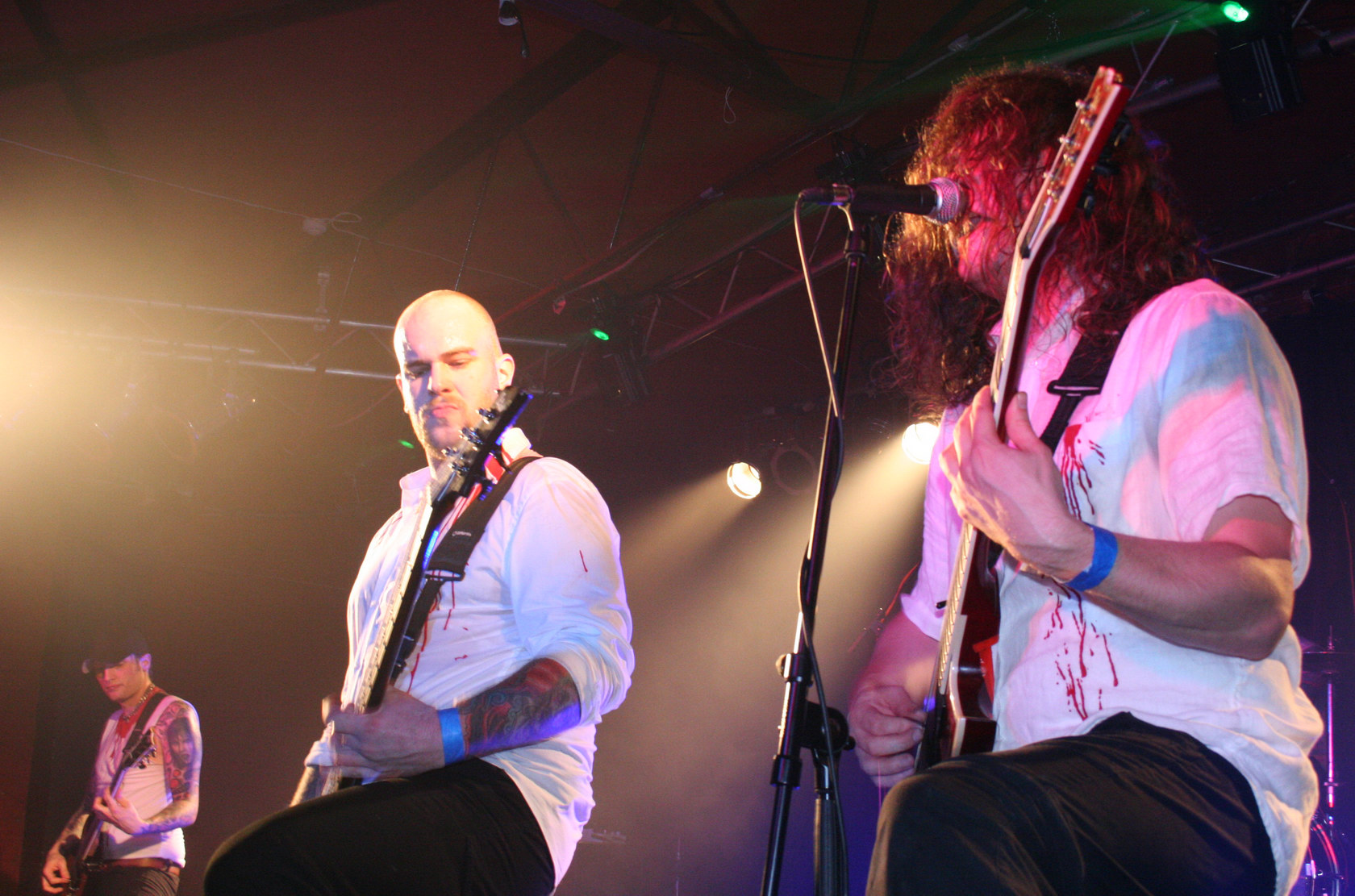
(2007)

## История
Группа Caliban была основана в Хаттингене, Германия, в 1997 году, и изначально называлась «Never Again». После шести месяцев совместной работы группа записала демо из своих первых песен, которое так и не было никогда выпущено. Песни были отправлены в звукозаписывающие компании, и Lifeforce Records первой предложила группе заключить контракт. Первый мини-альбом группы вышел летом 1998 года. Для его продвижения группа провела множество выступлений в Европе.
После европейского турне 1999 года группа начала запись своего первого полноформатного альбома, названного A Small Boy and a Grey Heaven. Альбом был удостоен положительных отзывов во многих крупных журналах и небольших хардкор- и метал-изданиях. Их стиль был охарактеризован как смесь Slayer, Poison The Well и Hatebreed. Они также записали сплит-CD совместно с Heaven Shall Burn, назвав его The Split Program.
Vent был выпущен в апреле 2001 года. Вскоре после релиза Caliban было предложено поехать в Японию на Beast-Feast 2001 на Yokohama Arena, чтобы выступить вместе с такими группами, как Slayer, Pantera, Machine Head, Biohazard и Morbid Angel. За поездкой в Японию последовал тур по США совместно с Bloodjinn, который был прерван 11 сентября 2001 года.
В августе 2002 года Caliban записали свой третий официальный альбом Shadow Hearts. Он был более мелодичен и гармоничен, чем предыдущие. В 2004 году группа заключила контракт с Roadrunner Records в Европе (Century Media Records в США) и приступила к записи своего четвёртого альбома The Opposite from Within.
В июле 2005 года был выпущен второй сплит-CD совместно с Heaven Shall Burn, сплит был назван The Split Program II. Группа выпустила свой пятый альбом The Undying Darkness в феврале 2006 года и отправилась в европейский тур «Darkness over Europe» вместе с All Shall Perish, Bleeding Through и I Killed The Prom Queen.
В 2007 году Caliban записала альбом The Awakening, который 25 мая был выпущен в Германии и позднее достиг 36-й строки в немецких чартах.
В августе 2009 года группа выпустила альбом Say Hello To Tragedy.
В феврале 2011 года группой записан мини-альбом «Coverfield», который был выпущен в мае, и состоял из 4 кавер-версий. В середине августа группа начала записывать свой новый полноформатный альбом, который будет выпущен в начале 2012 года. В начале сентября группа опубликовала сообщение на своем официальном сайте, что запись песен завершена и в итоге получилось 12 новых песен. Новый альбом под названием I Am Nemesis был выпущен 3 февраля 2012 года.
В 2014 году группа отправилась в продолжительное турне по России, которое охватило свыше 20 городов.
В марте 2016 года группа выпустила альбом Gravity.
5 Апреля 2018 года группа выпустила альбом под названием Elements ,У 2022м вышли синглы "The Shadow ", "VirUS", "Dystopia" , "Ascent of the Blessed "  и альбом  "Dystopia" и в 2022м группу покинул Басс гитарист Марко Шаллер, в 2024м заменил Кеннет Иен Дункан. И Денис Шмит  перестал петь его заменил Кеннет.В 2024м вышли синглы "I Was a Happy Kind Once" и "Echoes".

## Состав
| Текущий состав - Андреас Дёрнер — вокал (1997 — настоящее время) - Денис Шмидт — гитара, бэк-вокал (2002 — настоящее время) - Марк Гёрц — гитара (1997 — настоящее время) - Марко Шаллер — бас-гитара (2005 — настоящее время) - Патрик Грюн — ударные (2004 — настоящее время) | Бывшие участники - Андерс Николау — гитара (1997) - Клаус Вилгенбух — гитара(1997—1999) - Ингин Хёрс — бас-гитара (1997—2001) - Роберт Крамер — ударные(1997—2003) - Томас Силман — гитара (2000) - Борис Прехт — бас-гитара (2002—2005) |

Временная шкала

## Дискография

### Студийные альбомы
- A Small Boy and a Grey Heaven (1999)
- Vent (2001)
- Shadow Hearts (2003)
- The Opposite from Within (2004)
- The Undying Darkness (2006)
- The Awakening (2007)
- Say Hello to Tragedy (2009)
- I Am Nemesis (2012)
- Ghost Empire (2014)
- Gravity (2016)
- Elements (2018)
- Zeitgeister (2021)
- Dystopia (2022)

### Мини-альбомы (EP)
- Caliban (1998)
- Coverfield (2011)

### Другие релизы
- The Split Program (2001) — сплит с Heaven Shall Burn
- The Split Program II (2005) — сплит с Heaven Shall Burn